# تسعير فوق تنافسي
التسعير فوق التنافسي هو  تسعير أعلى من أن يستدام في سوق تنافسي. وقد يكون مؤشرًا على وجود نشاط تجاري يتمتع بميزة قانونية أو تنافسية فريدة أو سلوك  مناهض للمنافسة أخرج المنافسة من السوق.
يعتبر نجاح شركة الأدوية في اكتشاف وصناعة دواء لعلاج مرض معين  مثالًا على ميزة قانونية فريدة من نوعها. فقد تتمكن الشركة، في البداية، من فرض أسعار فوق تنافسية لأنها المتحكم الوحيد في السوق كي تلحق بها الشركات الأخرى. تُشكل عقبة الموافقة على الدواء في هذه الحالة عائقًا كبيرًا أمام المنافسين الجدد. 
ومع ذلك، قد لا تتمكن الشركات الأخرى من دخول السوق بسبب وجود عائق آخر وهو حقوق الملكية الفكرية. إذ يكون لدى شركة الأدوية براءة اختراع بصيغة جديدة، بخلاف المنافسين، فيُمنع الترخيص حتى تنتهي صلاحية براءة الاختراع ما لم يتم الحصول على حقوق الملكية الفكرية من المالك. مثال آخر، قد تتغلب شركة كبيرة لها اسم علامة تجارية موثوق بها وميزانية تسويقية كبيرة على منافس محلي ببساطة من خلال زيادة الطلب على منتجها بدلًا من المنتج المنافس، على المدى القصير. ينتج أيضًا عن التسعير فوق التنافسي المُفرط فترة من التسعير الاستغلالي، والتي تتضمن الآثار المحتملة لمكافحة الاحتكار بالنسبة للمُستغل.
تُستخدم استراتيجيات تنافسية عديدة في السوق، بما في ذلك التلاعب بالأسعار، للحصول على ميزة تنافسية. لا تركز الاستراتيجيات الناجحة للتسويق والأعمال على خلق قيمة للعميل فقط، وإنما على المنافسة أيضًا. قد تُقرر الشركات السير على منهجين رئيسيين، أي الاستراتيجيات التنافسية:
- يهدف المنهج الأول إلى تطوير وتنفيذ استراتيجيات مُوجهة نحو المنافسة هدفها الرئيسي هو خلق «حالة سلام فُضلى» بين منافسي السوق.
- يهدف المنهج الثاني إلى تطوير الاستراتيجيات المُتمثلة في إضعاف الشركة المنافسة، القضاء عليها أو تدميرها. لا ترُكز هذه الاستراتيجيات على رفاهية المستهلك، ولكنها مُوجهة نحو تعظيم الأرباح. يُعرف هذا النوع بالاستراتيجية الاستغلالية أو التسعير الاستغلالي.

## المفهوم
يرتبط مفهوم التسعير فوق التنافسي بمفهوم التسعير الاستغلالي. يُعرف التسعير الاستغلالي على أنه إستراتيجية فعالة مميزة داخل سوق موحد، إذ تقرر الشركة تطوير إستراتيجية عملها والخسارة على المدى القصير كي تقضي على المنافسة الحالية وسيادة السوق بحيث يُمكن تعويض الخسائر عن طريق تحديد الأسعار فوق التنافسية. يهدف التسعير الاستغلالي إلى القضاء على المنافسة من خلال تحديد الأسعار الاستغلالية، وهي أسعار منخفضة للغاية تدفع المنافسة خارج السوق، مما ينشأ عنه الاحتكار، إذ تُعوض الشركة خسائرها وتُحقق المزيد من الأرباح عن طريق تحديد أسعار فوق التنافسية.

## الخصائص
تنقسم إستراتيجية الاستغلال إلى مرحلتين رئيسيتين، أي التسعير فوق التنافسي الذي يشمل مرحلة الاستغلال ومرحلة ما بعد الاستغلال (ويسمان، 2006). تُركز مرحلة الاستغلال على تخفيض الأسعار، ويكون ذلك عادةً أقل من قيمة التكلفة الاقتصادية. وهذا ما يُسمى بالتكلفة الإضافية والغرض الرئيسي منه هو مغادرة الشركات المنافسة للسوق. المرحلة الثانية وهي مرحلة ما بعد الاستغلال، إذ ترفع الشركة أسعار منتجاتها وخدماتها إلى مستوى فوق التنافسية. وبذلك، يُمكن استنباط سمتين رئيسيتين للأسعار فوق التنافسية (بامول، 2003):
- تُستخدم الأسعار فوق التنافسية لاكتساب مكانة احتكارية في السوق واستعادة الخسائر التي تسببت فيها المرحلة الاستغلالية.
- الأسعار فوق التنافسية ليس لها مبرر قانوني عدا استعادة الخسائر التي حدثت خلال المرحلة الاستغلالية.

## النتائج
تُعتبر إستراتيجية الاستغلال التقليدية التي تتضمن تحديد أسعار فوق التنافسية في السوق العادي مذبذبة وغير منطقية. هناك جدل مستمر حول التسعير فوق التنافسي، أي في حالة اضطرار سلطات الدولة لمتابعة الشركات التي تضع أسعارًا فوق التنافسية. لابد من زيادة عدد من السياسات الخاصة بقضايا التسعير المبالغ فيه وأثره على الاقتصاد، وقد  اقتُرح العديد منها في بلاد مختلفة ووُضعت مجموعة من الضوابط الملاءمة لكل بلد بشأن التسعير فوق التنافسي (نير، موندليوا، 2015). يحتاج هذا النوع من السياسات للمتابعة بشكل خاص في الاقتصاديات الصغيرة إذ تكون قدرة السوق على الإصلاح محدودة. تُوجد سياسات تمنع التدخل في الأسواق الكبيرة فيما يتعلق بالأسعار التنافسية. وتشمل ما يلي:
- الأسعار فوق التنافسية ذاتية التنظيم. السياسة الأولى ضد تدخل الدولة وتنظيم التسعير فوق التنافسي وهي أن الأسعار فوق التنافسية ذاتية الإصلاح. ويستند هذا البيان على حجتين رئيسيتين. أولًا، تجذب الأسعار فوق التنافسية المنافسين الجدد والتي تُمكنهم من الربح بسهولة عن طريق تقديم المنتجات والخدمات بسعر أقل مقارنةً بالمنافس الذي حدد سعرًا فوق التنافسي. ثانيًا، مع دخول منافسين جدد، تضطر الشركات المُسيطرة إلى تخفيض أسعار منتجاتها وخدماتها من أجل الحفاظ على مركزها في السوق. أما في الحالات التي لا توجد فيها عوائق خطيرة أمام دخول السوق في الوقت الحالي، فتمتنع الشركات المسيطرة عن تحديد أسعار فوق التنافسية، على المدى الطويل.
- يقلل التحكم في الأسعار من حوافز الاستثمار. الأسعار المرتفعة مؤقتًا موجودة ومهمة في الأسواق الفعالة. تستثمر الشركات وتحقق أرباحًا للاستثمارات المُعرضة للمخاطر عندما تكون الأسعار الحالية فوق التنافسية. وبالتالي، يُؤدي تنظيم الأسعار وتدخل الدولة إلى تثبيط الاستثمارات المحتملة نظرًا لقلة العائد في بيئة قليلة الخطورة.
- يصعب تحديد الأسعار فوق التنافسية. تفرض الشركات المسيطرة أسعارًا أعلى من التكلفة الفعلية على منتجاتها وخدماتها. السؤال الذي يجب الإجابة عليه هنا هو متى يكون السعر مرتفعًا للغاية. يجب الأخذ ف الاعتبار معيارين أساسيين عند تحديد ما إذا كانت الأسعار فوق التنافسية أم لا. المعيار الأول هو تحديد هل السعر يُشكل تهديدًا لبقاء المنافس فعال. والثاني هو تحديد السعر بمبرر قانوني مشروع (بامول، 2003).
- لا يوجد تنظيم مناسب لعلاج الأسعار فوق التنافسية. قد تجد السلطات أن بعض الشركات وهي تضع أسعارًا فوق التنافسية تُدمر رفاهية العملاء وتُهدد بقاء الشركات المنافسة. في هذه الحالات، يُمكن للسلطات فرض غرامة على الشركة لتحديد الأسعار فوق التنافسية لإيقاف التجاوز المفرط للأسعار. تُنفذ هذه الأنواع من الأنشطة بشكلٍ دوري ولا تُمثل في النهاية حلًا طويل المدى لمشكلة التسعير فوق التنافسي.